# 日普西
日普西（法語：Gipcy，法語發音：[ʒipsi]）是法国阿列省的一个市镇，位于该省中部偏西北，属于穆兰区。

## 地理
日普西（46°30'10"N, 3°3'16"E）面积27.57 平方千米，位于法国奥弗涅-罗讷-阿尔卑斯大区阿列省，该省份为法国中部省份，北起涅夫勒省、西北接谢尔省，西南至克勒兹省，南至多姆山省，东南临卢瓦尔省，东临索恩-卢瓦尔省。
与日普西接壤的市镇（或旧市镇、城区）包括：波旁拉尔尚博、梅耶、阿列省努瓦扬、罗克勒、圣欧班勒莫尼亚勒、圣伊莱尔、特龙热。

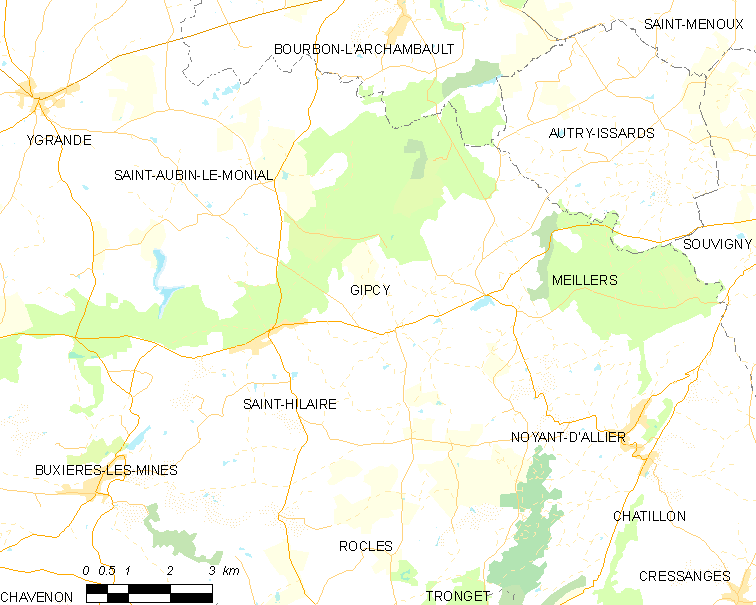
日普西的OSM定位图

日普西的时区为UTC+01:00、UTC+02:00（夏令时）。

## 行政
日普西的邮政编码为03210，INSEE市镇编码为03122。

## 政治
日普西所属的省级选区为苏维尼县。

## 人口

1962-2008年间日普西人口变化图示

日普西于2022年1月1日时的人口数量为236人。